# Championnats du monde juniors de patinage artistique 1997
Navigation
Édition précédente Édition suivante
Les Championnats du monde juniors de patinage artistique 1997 ont lieu du 24 novembre au 1er décembre 1996 à Séoul en Corée du Sud.
Pour la première fois, des restrictions ont été introduites sur l'âge minimum.

## Qualifications
Les patineurs sont éligibles à l'épreuve s'ils représentent une nation membre de l'Union internationale de patinage (International Skating Union en anglais) et s'ils ont atteint l'âge de 13 ans et pas encore 19 ans avant le 1er juillet 1996, sauf pour les messieurs qui participent au patinage en couple et à la danse sur glace où l'âge maximum est de 21 ans. Les fédérations nationales sélectionnent leurs patineurs en fonction de leurs propres critères.
Sur la base des résultats des championnats du monde juniors 1996, l'Union internationale de patinage autorise chaque pays à avoir de une à trois inscriptions par discipline.
| Nombre d'inscriptions                                             | Messieurs                                   | Dames                            | Couples                         | Danse sur glace                  |
| ----------------------------------------------------------------- | ------------------------------------------- | -------------------------------- | ------------------------------- | -------------------------------- |
| 3                                                                 | Japon Russie                                | Japon Russie                     | Russie Ukraine États-Unis       | France Russie Ukraine            |
| 2                                                                 | Chine France Hongrie Royaume-Uni États-Unis | France Suisse Ukraine États-Unis | Allemagne Canada France Pologne | Canada Italie Pologne États-Unis |
| Si non répertorié ci-dessus, une seule inscription est autorisée. |                                             |                                  |                                 |                                  |

Pour la cinquième année, l'Union internationale de patinage impose une ronde des qualifications pour les catégories individuelles masculine et féminine. Les qualifications sont divisées en deux groupes A et B. Pour ces mondiaux juniors 1997, le top 15 de chaque groupe accède au programme court, puis le top 24 accède au programme libre. Les scores des qualifications ne comptent pas pour le score final.

## Podiums
| Épreuves                            | Or                                 | Argent                            | Bronze                                  |
| ----------------------------------- | ---------------------------------- | --------------------------------- | --------------------------------------- |
| Messieurs résultats détaillés       | Evgeni Plushenko                   | Timothy Goebel                    | Guo Zhengxin                            |
| Dames résultats détaillés           | Sydne Vogel                        | Ielena Sokolova                   | Elena Ivanova                           |
| Couples résultats détaillés         | Danielle Hartsell / Steve Hartsell | Maria Petrova / Teimuraz Pulin    | Victoria Maxiuta / Vladislav Zhovnirski |
| Danse sur glace résultats détaillés | Nina Ulanova / Mikhail Stifounin   | Oksana Potdykova / Denis Petukhov | Agata Błażowska / Marcin Kozubek        |

## Tableau des médailles
| Rang  | Nation     | Or | Argent | Bronze | Total |
| ----- | ---------- | -- | ------ | ------ | ----- |
| 1     | Russie     | 2  | 3      | 2      | 7     |
| 2     | États-Unis | 2  | 1      | 0      | 3     |
| 3     | Chine      | 0  | 0      | 1      | 1     |
| 3     | Pologne    | 0  | 0      | 1      | 1     |
| Total | Total      | 4  | 4      | 4      | 12    |

## Détails des compétitions
Pour la saison 1996/1997, les calculs des points se font selon la méthode suivante :
- chez les Messieurs, les Dames et les Couples artistiques (0.5 point par place pour le programme court, 1 point par place pour le programme libre)
- en danse sur glace (0.4 point par place pour les deux danses imposées, 0.6 point par place pour la danse originale, 1 point par place pour la danse libre)

### Messieurs
| Rang                                        | Nom                   | Nation       | Qualif. A | Qualif. B | Points | Prog. court | Prog. libre |
| ------------------------------------------- | --------------------- | ------------ | --------- | --------- | ------ | ----------- | ----------- |
| 1                                           | Evgeni Plushenko      | Russie       |           | 1         | 1.5    | 1           | 1           |
| 2                                           | Timothy Goebel        | États-Unis   | 2         |           | 4.5    | 5           | 2           |
| 3                                           | Guo Zhengxin          | Chine        | 1         |           | 4.5    | 3           | 3           |
| 4                                           | Daniel Bellemare      | Canada       | 5         |           | 5.0    | 2           | 4           |
| 5                                           | Yosuke Takeuchi       | Japon        | 3         |           | 9.0    | 6           | 6           |
| 6                                           | Neil Wilson           | Royaume-Uni  |           | 2         | 10.5   | 7           | 7           |
| 7                                           | Yamato Tamura         | Japon        |           | 3         | 11.5   | 13          | 5           |
| 8                                           | Lee Kyu-hyun          | Corée du Sud |           | 6         | 13.0   | 10          | 8           |
| 9                                           | Alexei Vasilevsky     | Russie       | 11        |           | 14.0   | 8           | 10          |
| 10                                          | Taijin Hiraike        | Japon        |           | 7         | 14.0   | 4           | 12          |
| 11                                          | Ivan Dinev            | Bulgarie     | 4         |           | 16.5   | 11          | 11          |
| 12                                          | Li Chengjiang         | Chine        |           | 13        | 18.5   | 19          | 9           |
| 13                                          | Silvio Smalun         | Allemagne    | 9         |           | 20.5   | 9           | 16          |
| 14                                          | Lukáš Rakowski        | Tchéquie     | 6         |           | 22.0   | 18          | 13          |
| 15                                          | Gheorghe Chiper       | Roumanie     |           | 12        | 23.5   | 17          | 15          |
| 16                                          | Florian Tuma          | Autriche     | 7         |           | 24.0   | 14          | 17          |
| 17                                          | Roman Martõnenko      | Estonie      |           | 8         | 24.5   | 21          | 14          |
| 18                                          | Róbert Kažimír        | Slovaquie    | 8         |           | 26.0   | 16          | 18          |
| 19                                          | Ryan Jahnke           | États-Unis   |           | 5         | 26.5   | 15          | 19          |
| 20                                          | Vitali Danilchenko    | Ukraine      |           | 11        | 27.0   | 12          | 21          |
| 21                                          | Vincent Restencourt   | France       | 14        |           | 30.0   | 20          | 20          |
| 22                                          | Yuri Litvinov         | Kazakhstan   | 10        |           | 33.0   | 22          | 22          |
| 23                                          | Alex Gruber           | Israël       |           | 9         | 35.0   | 24          | 23          |
| 24                                          | Michael Amentas       | Australie    | 15        |           | 35.5   | 23          | 24          |
| Patineurs éliminés après le programme court |                       |              |           |           |        |             |             |
| 25                                          | Angelo Dolfini        | Italie       | 13        |           |        | 25          | NC          |
| 26                                          | Alan Street           | Royaume-Uni  |           | 10        |        | 26          | NC          |
| 27                                          | Janez Spoljar         | Slovénie     |           | 15        |        | 27          | NC          |
| 28                                          | Vakhtang Murvanidze   | Géorgie      |           | 4         |        | 28          | NC          |
| 29                                          | Eugeni Kapitoulets    | Pologne      |           | 14        |        | 29          | NC          |
| 30                                          | Zoltan Koszegi        | Hongrie      | 12        |           |        | 30          | NC          |
| Patineurs éliminés après les qualifications |                       |              |           |           |        |             |             |
| 31                                          | Matthew van den Broek | Belgique     | 16        |           |        | NC          | NC          |
| 31                                          | Alexei Fedoseyev      | Russie       |           | 16        |        | NC          | NC          |
| 33                                          | Miguela Alegre        | Espagne      | 17        |           |        | NC          | NC          |
| 33                                          | Edgar Grigoryan       | Arménie      |           | 17        |        | NC          | NC          |

### Dames
| Rang                                          | Nom                    | Nation         | Qualif. A | Qualif. B | Points | Prog. court | Prog. libre |
| --------------------------------------------- | ---------------------- | -------------- | --------- | --------- | ------ | ----------- | ----------- |
| 1                                             | Sydne Vogel            | États-Unis     |           | 1         | 2.0    | 2           | 1           |
| 2                                             | Ielena Sokolova        | Russie         | 1         |           | 2.5    | 1           | 2           |
| 3                                             | Elena Ivanova          | Russie         | 3         |           | 7.0    | 6           | 4           |
| 4                                             | Fumie Suguri           | Japon          | 6         |           | 7.0    | 4           | 5           |
| 5                                             | Elena Pingacheva       | Russie         |           | 2         | 8.5    | 5           | 6           |
| 6                                             | Julia Lautowa          | Autriche       | 2         |           | 9.0    | 12          | 3           |
| 7                                             | Lucinda Ruh            | Suisse         |           | 3         | 12.5   | 3           | 11          |
| 8                                             | Shizuka Arakawa        | Japon          |           | 4         | 13.0   | 10          | 8           |
| 9                                             | Shelby Lyons           | États-Unis     | 4         |           | 13.5   | 13          | 7           |
| 10                                            | Fanny Cagnard          | France         |           | 10        | 13.5   | 9           | 9           |
| 11                                            | Gwenaëlle Jullien      | France         |           | 5         | 14.0   | 8           | 10          |
| 12                                            | Anna Neshcheret        | Ukraine        | 10        |           | 15.5   | 7           | 12          |
| 13                                            | Anina Fivian           | Suisse         | 7         |           | 21.0   | 14          | 14          |
| 14                                            | Veronika Dytrt         | Allemagne      | 9         |           | 22.5   | 19          | 13          |
| 15                                            | Elena Volokhova        | Ukraine        |           | 7         | 23.5   | 17          | 15          |
| 16                                            | Joanne Carter          | Australie      |           | 8         | 23.5   | 11          | 18          |
| 17                                            | Sanna-Maija Wiksten    | Finlande       | 11        |           | 25.0   | 18          | 16          |
| 18                                            | Zoe Jones              | Royaume-Uni    |           | 6         | 27.0   | 20          | 17          |
| 19                                            | Annie Bellemare        | Canada         | 5         |           | 27.5   | 15          | 20          |
| 20                                            | Klara Bramfeldt        | Suède          | 15        |           | 29.0   | 16          | 21          |
| 21                                            | Zuzana Paurova         | Slovaquie      |           | 15        | 30.0   | 22          | 19          |
| 22                                            | Barbara Maros          | Hongrie        | 12        |           | 32.5   | 21          | 22          |
| 23                                            | Idora Hegel            | Croatie        | 14        |           | 34.5   | 23          | 23          |
| 24                                            | Kaja Hanevold          | Norvège        |           | 13        | 37.0   | 24          | 25          |
| 25                                            | Jung Min-joo           | Corée du Sud   | 13        |           | 38.0   | 28          | 24          |
| Patineuses éliminées après le programme court |                        |                |           |           |        |             |             |
| 26                                            | Shirene Human          | Afrique du Sud |           | 12        |        | 25          | NC          |
| 27                                            | Sabina Wojtala         | Pologne        | 8         |           |        | 26          | NC          |
| 28                                            | Vanessa Giunchi        | Italie         |           | 9         |        | 27          | NC          |
| 29                                            | Dan Chen               | Chine          |           | 11        |        | 29          | NC          |
| 30                                            | Sima Altay             | Turquie        |           | 14        |        | 30          | NC          |
| Patineuses éliminées après les qualifications |                        |                |           |           |        |             |             |
| 31                                            | Anna Dimova            | Bulgarie       |           | 16        |        | NC          | NC          |
| 31                                            | Patricia Ferriot       | Belgique       | 16        |           |        | NC          | NC          |
| 33                                            | Alesia Komisarova      | Biélorussie    |           | 17        |        | NC          | NC          |
| 33                                            | Valeria Trifancova     | Lettonie       | 17        |           |        | NC          | NC          |
| 35                                            | Jekaterina Golovatenko | Estonie        |           | 18        |        | NC          | NC          |
| 35                                            | Tina Svajger           | Slovénie       | 18        |           |        | NC          | NC          |
| 37                                            | Selma Duyn             | Pays-Bas       |           | 19        |        | NC          | NC          |
| 37                                            | Marina Tadevosyan      | Arménie        | 19        |           |        | NC          | NC          |
| 39                                            | Roxana Luca            | Roumanie       |           | 20        |        | NC          | NC          |

### Couples
| Rang | Nom                                     | Nation      | Points | Prog. court | Prog. libre |
| ---- | --------------------------------------- | ----------- | ------ | ----------- | ----------- |
| 1    | Danielle Hartsell / Steve Hartsell      | États-Unis  | 3.0    | 4           | 1           |
| 2    | Maria Petrova / Teimuraz Pulin          | Russie      | 3.0    | 2           | 2           |
| 3    | Victoria Maxiuta / Vladislav Zhovnirski | Russie      | 3.5    | 1           | 3           |
| 4    | Sabrina Lefrançois / Nicolas Osseland   | France      | 6.5    | 5           | 4           |
| 5    | Evgenia Filonenko / Igor Marchenko      | Ukraine     | 6.5    | 3           | 5           |
| 6    | Natalie Vlandis / Jered Guzman          | États-Unis  | 9.5    | 7           | 6           |
| 7    | Olena Bilousivska / Stanislav Morozov   | Ukraine     | 10.0   | 6           | 7           |
| 8    | Marsha Poluliaschenko / Andrew Seabrook | Royaume-Uni | 12.5   | 9           | 8           |
| 9    | Alexandra Roger / Vivien Rolland        | France      | 14.0   | 10          | 9           |
| 10   | Marni Wade / Lenny Faustino             | Canada      | 14.0   | 8           | 10          |
| 11   | Alena Maltseva / Oleg Popov             | Russie      | 17.0   | 12          | 11          |
| 12   | Carissa Guild / Andrew Muldoon          | États-Unis  | 18.5   | 13          | 12          |
| 13   | Johanna Otto / Robin Szolkowy           | Allemagne   | 19.5   | 11          | 14          |
| 14   | Pang Qing / Tong Jian                   | Chine       | 20.0   | 14          | 13          |
| 15   | Irina Mladenova / Stoian Kazakov        | Bulgarie    | 23.5   | 15          | 16          |
| 16   | Irina Galkina / Artem Knyazev           | Ouzbékistan | 24.0   | 18          | 15          |
| 17   | Veronika Ruzkova / Marek Sedelmajer     | Tchéquie    | 25.0   | 16          | 17          |
| 18   | Ekaterina Nekrassova / Valdis Mintals   | Estonie     | 26.5   | 17          | 18          |

### Danse sur glace
| Rang                                               | Nom                                     | Nation       | Points | Danse imposée 1 | Danse imposée 2 | Danse originale | Danse libre |
| -------------------------------------------------- | --------------------------------------- | ------------ | ------ | --------------- | --------------- | --------------- | ----------- |
| 1                                                  | Nina Ulanova / Mikhail Stifounin        | Russie       | 2.0    | 1               | 1               | 1               | 1           |
| 2                                                  | Oksana Potdykova / Denis Petukhov       | Russie       | 4.0    | 2               | 2               | 2               | 2           |
| 3                                                  | Agata Błażowska / Marcin Kozubek        | Pologne      | 6.0    | 3               | 3               | 3               | 3           |
| 4                                                  | Natalia Gudina / Vitali Kurkudym        | Ukraine      | 9.4    | 6               | 6               | 5               | 4           |
| 5                                                  | Magali Sauri / Nicolas Salicis          | France       | 10.2   | 4               | 5               | 4               | 6           |
| 6                                                  | Jessica Joseph / Charles Butler         | États-Unis   | 10.4   | 5               | 4               | 6               | 5           |
| 7                                                  | Federica Faiella / Luciano Milo         | Italie       | 15.2   | 7               | 10              | 8               | 7           |
| 8                                                  | Kerrie O'Donnell / Brandon Forsyth      | États-Unis   | 15.6   | 10              | 7               | 7               | 8           |
| 9                                                  | Mélanie Espejo / Michael Zenezini       | France       | 18.0   | 9               | 9               | 9               | 9           |
| 10                                                 | Eliane Hugentobler / Daniel Hugentobler | Suisse       | 20.4   | 8               | 11              | 11              | 10          |
| 11                                                 | Elena Pavlova / Alexander Pavlov        | Russie       | 20.8   | 11              | 8               | 10              | 11          |
| 12                                                 | Jacqueline Wickett / Mark Bradshaw      | Canada       | 24.6   | 12              | 12              | 13              | 12          |
| 13                                                 | Gabriela Hrazska / Jiří Procházka       | Tchéquie     | 26.6   | 14              | 13              | 12              | 14          |
| 14                                                 | Zita Gebora / Andras Visontai           | Hongrie      | 27.4   | 16              | 14              | 14              | 13          |
| 15                                                 | Kristina Kobaladze / Oleg Voiko         | Ukraine      | 29.8   | 13              | 16              | 15              | 15          |
| 16                                                 | Jill Vernekohl / Jan Luggenhölscher     | Allemagne    | 32.2   | 18              | 15              | 16              | 16          |
| 17                                                 | Pamela O'Connor / Jonathon O'Dougherty  | Royaume-Uni  | 34.2   | 15              | 20              | 17              | 17          |
| 18                                                 | Nelly Gouverst / Cédric Pernet          | France       | 36.0   | 19              | 17              | 18              | 18          |
| 19                                                 | Tetyana Kurkudym / Yuriy Kocherzhenko   | Ukraine      | 39.4   | 23              | 22              | 19              | 19          |
| 20                                                 | Karolina Dobrodziej / Filip Bernadowski | Pologne      | 40.2   | 17              | 19              | 20              | 21          |
| 21                                                 | Cindy Bouras / Jean-Nicolas Chagnon     | Canada       | 40.6   | 22              | 18              | 21              | 20          |
| 22                                                 | Flavia Ottaviani / Massimo Scali        | Italie       | 44.4   | 20              | 23              | 23              | 22          |
| 23                                                 | Kristina Kalesnik / Aleksandr Terentjev | Estonie      | 44.6   | 21              | 21              | 22              | 23          |
| 24                                                 | Daniela Ivanova / Rumen Yordanov        | Bulgarie     | 48.0   | 24              | 24              | 24              | 24          |
| 25                                                 | Yang Tae-hwa / Lee Chuen-gun            | Corée du Sud | 54.0   | 29              | 29              | 29              | 25          |
| Couples de danse éliminés après la danse originale |                                         |              |        |                 |                 |                 |             |
| 26                                                 | Chizu Ogawa / Yasuo Ogawa               | Japon        |        | 25              | 26              | 25              | NC          |
| 27                                                 | Rui Wang / Wei Zhang                    | Chine        |        | 26              | 25              | 26              | NC          |
| 28                                                 | Ilze Rasenbauma / Maksims Riks          | Lettonie     |        | 27              | 27              | 27              | NC          |
| 29                                                 | Lindsay Gough / Jarrod Cook             | Australie    |        | 28              | 28              | 28              | NC          |